# Naun-dong
Naun-dong (koreanska: 나운동) är en stadsdel i staden Gunsan i provinsen Norra Jeolla i den sydvästra delen av Sydkorea, 180 km söder om huvudstaden Seoul.

## Indelning
Administrativt är Naun-dong indelat i:
| Namn    | Namn             | Invånare 31 dec 2018 |
| ------- | ---------------- | -------------------- |
| 나운1동 | Naun 1(il)-dong  | 14 003               |
| 나운2동 | Naun 2(i)-dong   | 25 081               |
| 나운3동 | Naun 3(sam)-dong | 35 007               |